# David Baumgartner

David Baumgartner (1979)

David Baumgartner (* 3. Februar 1908 in Engi; † 10. Dezember 1999 ebenda; reformiert, heimatberechtigt in Engi) war ein Schweizer Politiker (SP).

## Biografie
David Baumgartner wurde am 3. Februar 1908 als Sohn des Webereiarbeiters David Baumgartner senior in Engi geboren. Baumgartner wurde Schreiner und absolvierte eine Weiterbildung in Zürich. In der Folge war er von 1949 bis 1973 als Sekretär der Gewerkschaft Bau und Holz in Glarus tätig. Zusätzlich war er von 1949 bis 1963 Mitglied des Kriminalgerichts sowie von 1963 bis 1978 des Obergerichts des Kantons Glarus. Des Weiteren war er im Verwaltungsrat der Autobetrieb Sernftal AG und als Präsident des Glarner Waldwirtschaftverbands aktiv.
David Baumgartner, der 1936 Emma, die Tochter des Elektromonteurs David Schiesser, ehelichte, verstarb am 10. Dezember 1999 im 92. Lebensjahr in Engi.

## Politische Funktionen
Das Mitglied der SP gehörte von 1944 bis 1971 dem Gemeinderat von Engi an, ab 1953 als Gemeindepräsident. Von 1947 bis 1982 war er im Landrat des Kantons Glarus; er gehörte der Strassenbaukommission (ab 1950), der Steuerrekurskommission (ab 1962) sowie verschiedenen Baukommissionen an. Darüber hinaus nahm er von 1965 bis 1978 Einsitz in den Nationalrat, in dem er der Petitions- und Alkoholkommission angehörte.
Schwergewichtig engagierte sich David Baumgartner in allgemeinen sozialen Fragen, für den Ausbau der Sozialversicherungen, in der Förderung der Land- und Forstwirtschaft und der Berggebiete.